# Hollywood Undead
Hollywood Undead es una banda estadounidense de rapcore originaria de Los Ángeles (California). Lanzaron su álbum debut Swan Songs, el 2 de septiembre de 2008, y sus CD/DVD en vivo Desperate Measures, el 10 de noviembre de 2009.
Su segundo álbum de estudio, American Tragedy, fue lanzado el 5 de abril de 2011.
Todos los miembros de la banda utilizan seudónimos y llevan su propia máscara. Los miembros de la banda en la actualidad son Charlie Scene, Danny, Funny Man, J-Dog, y Johnny 3 Tears. La banda ha vendido más de 2 millones de discos solo en Estados Unidos, y alrededor de 3 millones de discos en todo el mundo.
Su tercer álbum de estudio, titulado Notes from the Underground, fue lanzado el 8 de enero de 2013 y su cuarto álbum de estudio Day of the Dead, salió a la luz el 31 de marzo de 2015.
La banda lanzó su quinto álbum titulado Five el 27 de octubre de 2017.

## Historia
La banda se creó en 2005, cuando dos de sus miembros, Deuce (Aron Erlichman) y J-Dog (Jorel Decker) subieron la canción llamada "The Kids" a My Space. En un principio, la canción se llamaría "Hollywood Undead"; y la banda, "The Kids", pero decidieron llamarla Hollywood Undead. En sus primeras nueve semanas en My Space la canción estuvo en los primeros lugares. Tras recibir comentarios positivos, decidieron organizarse y crear “Hollywood Undead” junto con sus amigos Shady Jeff, Johnny 3 Tears, Charles P. Scene, Funny Man y Da Kurlzz. En una entrevista con la revista “Shave”, J-Dog explicó: Cuando formamos la banda, cualquiera que estuviese en la habitación en ese momento y estuviese tocando un instrumento, “estaba en la banda”.
Tiempo después, Shady Jeff fue expulsado de la banda por cobrar demasiado dinero y tener un seguro costoso.
En sus primeras nueve semanas en Myspace acumularon casi un millón de reproducciones y para 2006 ya estaban liderando el top de MySpace de los artistas sin contrato, con una lista que contaba con más de 8 millones de reproducciones.
Hicieron su debut en agosto de 2008 en el Virgin Mobile Festival, después de ganar un concurso de bandas frente a otras cuatro con 285.000 votos, más de la mitad del total.
Su canción «Undead» está incluida en el juego Madden NFL 09, aunque de forma editada y en el tráiler #2 de la película G.I. Joe: The Rise of Cobra incluida también la versión instrumental.

### Swan Songsy partida de Deuce (2007-2009)
La canción homónima fue parte del juego UFC 2009 Undisputed y fue lanzada como sencillo oficial en agosto de 2008. Su canción «Young» es una de las 20 descargables para Rock Band 2.
Una versión instrumental de la misma suena en el videojuego Velvet Assassin para la consola Xbox 360.
En 2009 sacaron a la venta su CD/DVD Desperate Measures, el cual trae algunos covers de bandas reconocidas como Led Zeppelin. El CD tiene presentaciones en vivo de sus éxitos y el DVD trae 60 minutos de conciertos y experiencias de la banda.
A mediados de 2010, Deuce se marchó del grupo por un conflicto, no se presentó en todo el tour y "Charlie Scene" tuvo que cantar sus partes. A finales de 2010, la banda lanzó el sencillo «Hear Me Now» y Daniel Murillo se incorporó a ella.

### American Tragedy(2010-2011)
Hollywood Undead estrenó su nuevo álbum "American Tragedy" el 5 de abril de 2011 a través iTunes. En él se incluyen 18 canciones coreadas por Danny, de las cuales cuatro de ellas tienen vídeoclip, más una canción extra llamada «Street Dreams». American Tragedy fue bien recibido por la crítica y tuvo buenos resultados en ventas, ayudando a aumentar considerablemente la popularidad del grupo.

### Notes from the Underground(2012-2013)
Después de una extensa gira durante todo 2011 para promover su segundo álbum de estudio, American Tragedy, y su primer álbum remix, American Tragedy Redux, Charlie Scene anunció planes para comenzar la grabación de un tercer álbum de estudio a finales de noviembre de 2011. Charlie Scene dijo que la banda comenzaría a escribir demos durante la gira Buried Alive y empezaría a grabar una vez que concluyese, en diciembre de 2011. En unos comentarios acerca de dicho álbum afirmó: "Yo diría que esta vez la discográfica nos ha dado el control creativo completo. Creo que va a ser más como Swan Songs que American Tragedy. Va a ser una mezcla de ambos, quiero decir, todos crecemos como artistas, nos hacemos mayores, y hemos estado haciendo desde hace mucho tiempo, así que creo que va a ser más como Swan Songs y creo que a los fans les va a gustar mucho".
Artisdirect nombró el álbum como uno de los más esperados del 2012, junto con otras formaciones como Linkin Park, Metallica o Black Sabbath. La banda reveló que Griffin Boice y Danny Lohner, que ya habían trabajado con ellos en álbumes anteriores, se encargarían de producirlo.
El 19 de octubre subieron la canción «Dead Bite» para descarga gratuita, junto con un vídeo con la letra de la misma. El 29 de octubre lanzaron el primer sencillo del álbum, «We Are». 
El álbum fue lanzado el 13 de enero y vendió más de 53.000 copias en su primera semana, alcanzando el número 2 en el Billboard 200 y el número 1 en la lista de los álbumes más importantes de Canadá.

### Day of the Dead(2014-2016)
En 2013 anunciaron que lanzarían un nuevo álbum de estudio a principios de verano del 2014. El 12 de abril de 2014, Johnny 3 Tears publicó una foto en Instagram que mostraba la cubierta del nuevo álbum. Durante el verano, anunciaron un retraso hasta octubre, pero a principios de octubre volvieron a anunciar otro retraso, dejando su publicación para enero de 2015. Advirtieron también que la semana antes de Halloween sacarían a la luz un adelanto de este nuevo álbum.
El 17 de octubre, el canal de Youtube Vevo de Hollywood Undead filtró el vídeo de una nueva canción de su álbum, que fue retirado poco después.
El 21 de octubre, la banda estrenó el sencillo «Day of the Dead» a través de la revista Revolver. También se reveló que el nuevo álbum se titularía de igual manera, Day of the Dead.
El 16 de febrero la banda filtró «Usual Suspects», mientras que el sencillo «Gravity», fue dado a conocer el 24 de febrero. El 10 de marzo fue lanzado «How We Roll». El 17 de marzo fue lanzado el videoclip oficial del sencillo «Day of the Dead». Y el día 24, lanzaron «Live Forever». El día 27 de marzo lanzaron «Disease», «Let Go!» y «War Child». El día 31 de marzo fue lanzado Day of the Dead.

### Partida Da Kurlzz yFive(2017-2019)
El 16 de octubre de 2017, a través de un comunicado en Instagram, Matthew Busek, más conocido como "Da Kurlzz", confirmó su retiro de la banda para continuar con otros intereses alejado de Hollywood Undead.
El 23 de julio, la banda lanzó su primer sencillo titulado "California Dreaming". El 25 de agosto, la banda lanzó el segundo sencillo titulado "Whatever it Takes". El 29 de septiembre lanzó su tercer sencillo titulado "Renegade", y por último "We Own The Night" para su quinto álbum "Five" (estilizado como V) lanzado el 27 de octubre de 2017.

### New Empire, Vol. 1yVol. 2(2020-presente)
A mediados de octubre de 2019, la banda lanzó su primer sencillo titulado "Already Dead". El 14 de noviembre, lanzó su segundo sencillo titulado "Time Bomb" y ese mismo día se anunció el álbum titulado "New Empire, Vol. 1", que será lanzado el 14 de febrero de 2020 y contendrá un total de nueve canciones.
El 31 de julio, la banda lanzó el primer sencillo titulado "Idol" con Tech N9ne del seguimiento oficial no anunciado de New Empire, Vol. 1. El 4 de septiembre, se lanzó el vídeo musical oficial de "The End/Undead", una canción de Zero 9:36 con Charlie Scene, Johnny 3 Tears y Funny Man of Hollywood Undead. El 18 de septiembre, la banda lanzó el segundo sencillo "Coming Home". El 16 de octubre de 2020, la banda lanzó el tercer sencillo y la versión remix de la canción "Heart of a Champion" con Papa Roach y Ice Nine Kills junto con un vídeo musical adjunto. Ese mismo día, la banda reveló la lista de canciones, el arte oficial del álbum y anunció que su nuevo séptimo álbum de estudio, New Empire, Vol. 2 está programado para su lanzamiento el 4 de diciembre de 2020.

## Nombres y apariencia

### Nombres
Cada miembro del grupo tiene su propio nombre artístico:
- J-Dog: a partir de sus iniciales (Jorel Decker).
- Johnny 3 Tears: Johnny es un nombre que le gusta, y "3 Tears" fue la banda en la que se encontraba antes de unirse a Hollywood Undead.
- Charlie Scene: el nombre tiene como propósito causar confusión con el actor Charlie Sheen, ya que ambos nacieron el mismo día (3 de septiembre).
- Funny Man: irónicamente llamado así por su humor pésimo.
- Da Kurlzz: debido a su pelo rizado.
- Danny: su propio nombre.
- Deuce: acortado de "The Producer", por ser el productor de la banda.
- Shady Jeff: su verdadero nombre es Jeff.

### Máscaras
Cada miembro tiene un estilo único de máscara, las cuales han ido cambiando de un álbum a otro. Algunas tienen un significado para el portador, mientras que otras son solo decorativas.
- Johnny 3 Tears: Un patrón recurrente es todas sus máscaras es el número 3; que representa su anterior banda llamada "3 Tears", y las mariposas, las cuales está basada en el poema “Lost Paradise" de John Milton.
- Funny Man: Los patrones recurrentes en todas sus máscaras es el color negro y las iniciales FM. Dichas iniciales son por su apodo, y el negro posiblemente se deba a que es el color de los gorilas, lo que va con su apodo en la vida real, "King Kong". Es por eso que su máscara en Swan Songs y Desperate Measures asemeja a la cara de un Gorila. Mientras tanto, su máscara en Notes from the Underground hace referencia a la lucha libre mexicana, una señal de que él es de ascendencia mexicana.
- Danny: sus máscaras tienen de patrón distintivo una cruz latina en el lado derecho, la mayoría de la veces sobre su ojo, queriendo mostrar que es de fe cristiana.
- Deuce: su máscara tiene un diseño curioso referente a los colores que le gustan siendo rosa, azul y negro.
- Charlie Scene: A diferencia de los demás miembros del grupo, Charlie no lleva una "mascara" como tal, sino una bandana, una gorra y unas gafas de sol. Además, suele llevar una capucha sobre la gorra. Una posible referencia a que le gusta el estilo de gangsta rap. En varias ocasiones se le preguntó por qué no usa máscara como los otros, y siempre responde con que no le es cómodo usar algo que le tape completamente la cara.
- Da Kurlzz: su máscara está separada por la mitad, con una mitad alegre y la otra enojada, siempre mostrando su cabello.
- J-Dog: su máscara tiene los ojos con cenizas como quemados, chorreando sangre y con un símbolo del dólar en su boca.

## Miembros
- Jordon Khristopher "Charlie Scene" Terrell – rap, voz, guitarra (2005-presente)
- Daniel "Danny" Murillo – voz (2009-presente), teclados (2011-presente), guitarra (2013-presente), bajo (2018-presente)
- Jorel Aron "J-Dog" Decker – rap, guitarra, bajo, teclados, sintetizador, programación (2005-presente)
- George Arthur "Johnny 3 Tears" Ragan – rap, screaming, coros (2005-presente), bajo (2013-presente)
- Dylan "Funny Man" Álvarez – rap (2005-presente)

### Antiguos miembros
- Jeff "Shady Jeff" Philips – rap, sintetizador, sampler (2005-2007)
- Aron "Deuce" Erlichman – rap, voz, screaming, bajo, teclados (2005-2009)
- Matthew "Da Kurlzz" Busek – screaming, rap, batería, percusión (2005-2017)

### Miembros de giras
- Matt Olofsson – batería, percusión (2017-presente)

### Antiguos miembros de giras
- Glendon "Biscuitz" Crane – batería, percusión (2008-2010)
- Daren Pfeifer – batería, percusión (2010-2014)
- Tyler Mahurin – batería, percusión (2014-2017)

## Discografía
Álbumes de estudio
- 2008: Swan Songs
- 2011: American Tragedy
- 2013: Notes from the Underground
- 2015: Day of the Dead
- 2017: Five
- 2020: New Empire, Vol. 1
- 2020: New Empire, Vol. 2
- 2022: Hotel Kalifornia

## Premios y reconocimientos
| 2011                                                                                  | "Been to Hell"                                         | AOL Radio: Top 10 Rock Songs of 2011           | Ganador | Quinto  |
| 2011                                                                                  | Hollywood Undead for "Levitate (Digital Dog club mix)" | WGRD's 2011 Favorite Listener Band of The Year | Ganador | Primero |
| "—" denotes a nomination that did not place or places were not relevant in the award. |                                                        |                                                |         |         |